# Liste der diplomatischen Vertretungen in der Ukraine

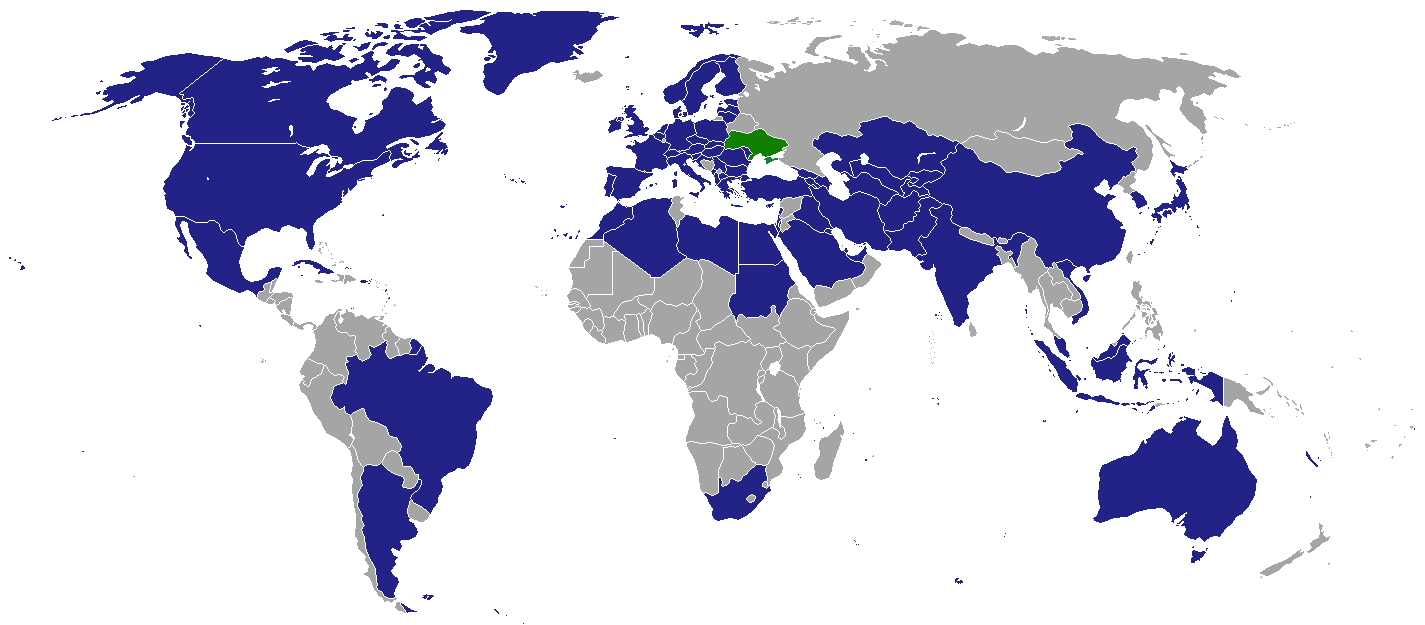
Staaten mit einer Botschaft in der Ukraine

Die Liste der diplomatischen Vertretungen in der Ukraine führt Botschaften, die im europäischen Staat Ukraine eingerichtet sind.

## Botschaften in Kyjiw
In der ukrainischen Hauptstadt Kyjiw sind 77 Botschaften eingerichtet (Stand 2019):

### Staaten
- Afghanistan: Botschaft
- Ägypten: Botschaft
- Algerien: Botschaft
- Argentinien: Botschaft
- Armenien: Botschaft
- Aserbaidschan: Botschaft
- Australien: Botschaft
- Belgien: Botschaft
- Brasilien: Botschaft
- Bulgarien: Botschaft
- Dänemark: Botschaft
- Deutschland: Deutsche Botschaft Kyjiw
- Estland: Botschaft
- Finnland: Botschaft
- Frankreich: Französische Botschaft Kiew
- Georgien: Botschaft
- Griechenland: Botschaft
- Indien: Botschaft
- Indonesien: Botschaft
- Irak: Botschaft
- Iran: Botschaft
- Israel: Israelische Botschaft Kiew
- Italien: Botschaft
- Japan: Botschaft
- Kanada: Botschaft
- Kasachstan: Botschaft
- Katar: Botschaft
- Kirgisistan: Botschaft
- Kroatien: Botschaft
- Kuba: Botschaft
- Kuwait: Botschaft
- Lettland: Botschaft
- Libanon: Botschaft
- Libyen: Botschaft
- Litauen: Botschaft
- Malaysia: Botschaft
- Malteserorden: Botschaft
- Mexiko: Botschaft
- Moldau: Botschaft
- Montenegro: Botschaft
- Marokko: Botschaft
- Niederlande: Niederländische Botschaft Kiew
- Nigeria: Botschaft
- Nordmazedonien: Botschaft
- Norwegen: Botschaft
- Österreich: Österreichische Botschaft Kyjiw
- Pakistan: Botschaft
- Palästina: Botschaft
- Polen: Botschaft
- Portugal: Botschaft
- Rumänien: Botschaft
- Russland: Russische Botschaft in Kiew
- Saudi-Arabien: Botschaft
- Schweden: Botschaft
- Schweiz: Botschaft
- Serbien: Botschaft
- Slowakei: Botschaft
- Slowenien: Botschaft
- Spanien: Botschaft
- Südafrika: Botschaft
- Sudan: Botschaft
- Südkorea: Botschaft
- Syrien: Botschaft
- Tadschikistan: Botschaft
- Tschechien: Botschaft
- Türkei: Botschaft
- Turkmenistan: Botschaft
- Ungarn: Botschaft
- Usbekistan: Botschaft
- Vatikanstadt: Apostolische Nuntiatur in der Ukraine
- Vereinigte Arabische Emirate: Botschaft
- Vereinigte Staaten: Botschaft der Vereinigten Staaten in Kiew
- Vereinigtes Königreich: Britische Botschaft Kiew
- Vietnam: Botschaft
- Volksrepublik China: Botschaft
- Belarus: Belarussische Botschaft Kiew
- Zypern: Botschaft

### Vertretungen Internationaler Organisationen
- Europäische Union: Delegation der Europäischen Union für die Ukraine